# Đảo Damer

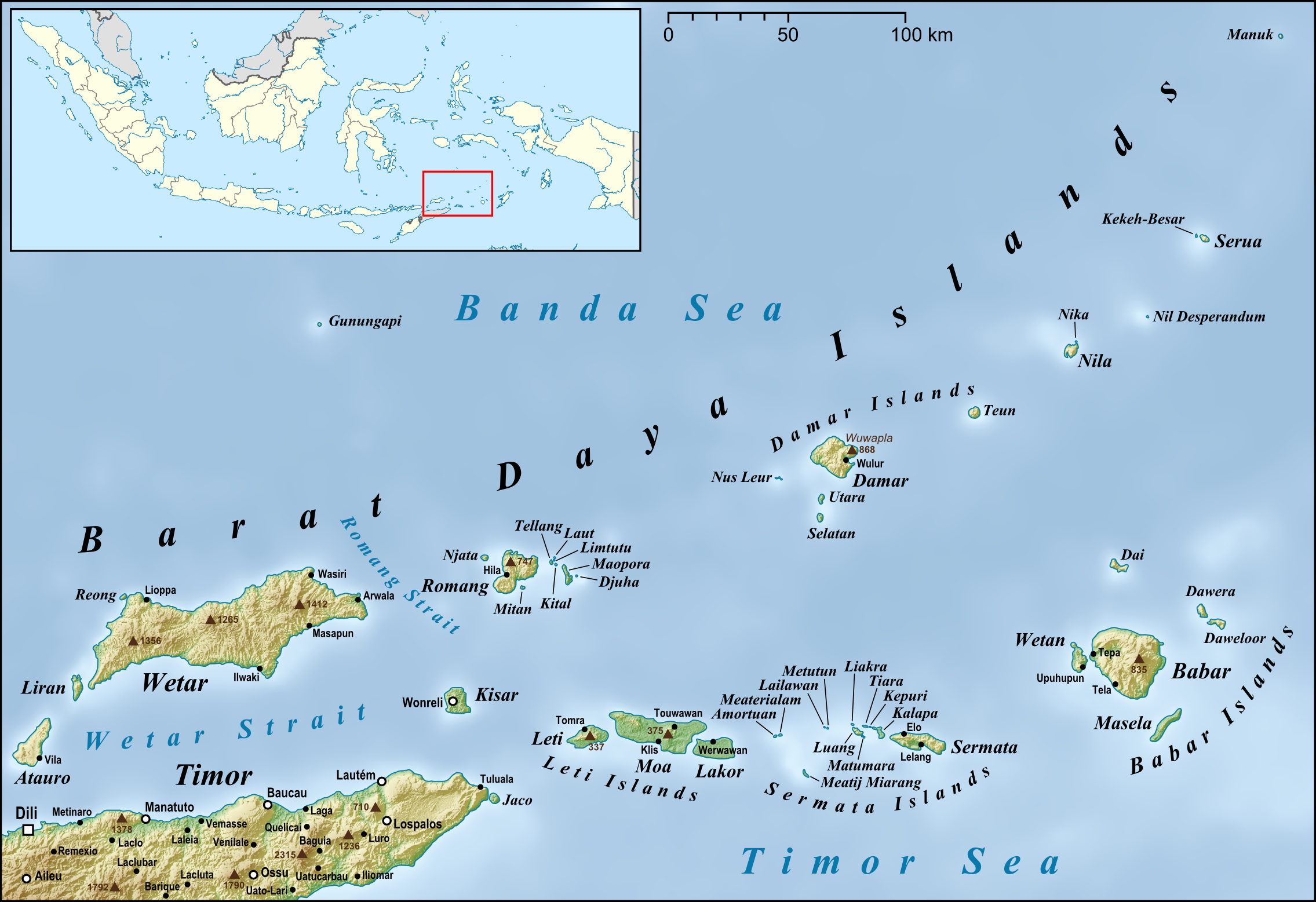
Bản đồ của quần đảo Barat Daya

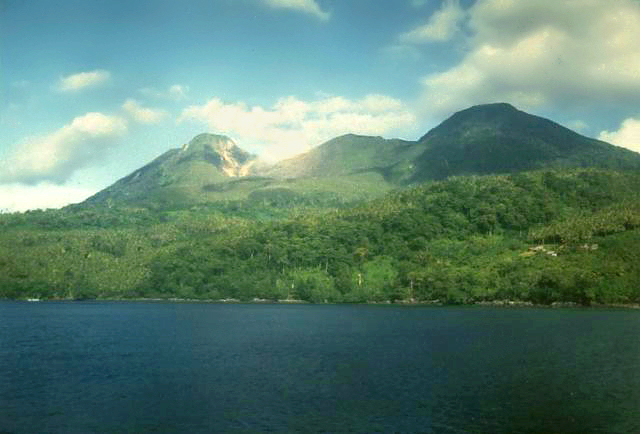
Wurlali

Đảo Damer hay Damar, (tiếng Indonesia: Pulau Damer) là một đảo núi lửa nhỏ trong quần đảo Barat Daya ở tỉnh Maluku, Indonesia, về phía nam biển Banda.

## Miêu tả
Damar có chiều dài khoảng 20 km (12 mi.), chiều rộng khoảng 18 km (11 mi.). Đảo nằm khoảng 125 km (78 mi.) về phía đông Romang và 200 km (124 mi.) về phía đông Wetar. Phần phía bắc của đảo đã được cải tạo để trồng dừa, điều, cà phê, ca cao, đinh hương và nhục đậu khấu, trong khi phần phía bắc vẫn là rừng núi. Nơi cao nhất của đảo là núi Wurlali với độ cao 868 m (2,847 ft).